# 西武311系電車
西武311系電車（せいぶ311けいでんしゃ）は、かつて西武鉄道に在籍した通勤形電車。第二次世界大戦中の空襲等によって被災した車体長17 m級の国電各形式を戦後日本国有鉄道（国鉄）より払い下げを受けて復旧の上で導入された車両と、国鉄払い下げの木造車の台枠を流用して前述戦災復旧車グループとほぼ同一の車体を新製した車両に大別され、終戦後間もない1946年（昭和21年）から1953年（昭和28年）にかけて増備が行われた。
本項では、国鉄より前述戦災復旧車グループの種車の一形式であったモハ50形電車の後身であるクモハ11形電車400番台の払い下げを受け、1959年（昭和34年）から1965年（昭和40年）にかけて導入した371系電車についても併せて記述する。
なお、本項においては戦災被災車および事故車の払い下げを受けて導入した車両について「復旧車グループ」と、木造車の台枠を流用して車体を新製した車両は「鋼体化車グループ」とそれぞれ表記する。また本項における車両番号（以下「車番」）の奇数・偶数の扱いについては、車番末尾が奇数の車両を「奇数車」・偶数の車両を「偶数車」と記述するとともに、飯能・西武新宿方に運転台を有する車両を「奇数向き（車両）」、池袋・本川越方に運転台を有する車両を「偶数向き（車両）」と記述する。

## 導入に至る背景
首都圏の国鉄ならびに私鉄各事業者においては、第二次世界大戦中の空襲などによって保有する施設および鉄道車両に壊滅的な被害を蒙った事業者が多く生じた中、西武鉄道（以下「西武」）は施設面における大きな被害を蒙ることなく、また在籍する鉄道車両についても被災車両を1両も出すことなく終戦を迎えた。もっとも、同時期における全ての鉄道事業者に共通する喫緊の課題であった、戦中の酷使に伴う整備不良や補修部品不足に起因する車両稼働率低下は西武においても例外ではなく、戦後間もない混乱期における利用客激増への対応もままならず、深刻な車両不足に陥っていた。
他の事業者においては運輸省（当時）が制定した「私鉄郊外電車設計要項」に準拠した車両、いわゆる「運輸省規格型車両」や、本来国鉄向けに設計された戦時設計のモハ63形電車（ロクサン形）の割り当てを受けるなどして車両事情改善を図った。しかし西武においては、車両増備に関して運輸省の統制下に置かれることや、運輸省規格型車両およびロクサン形の導入条件であった既存の保有車両の地方私鉄への供出を嫌い、それらの割り当てを全て返上した。そして西武は、戦災によって被災焼失し首都圏各地に大量に放置されていた省電（以下「戦災国電」）に着目し、これらを復旧の上で導入することによって、運輸省の統制を受けることなく、また他社への車両供出義務を負うこともなく輸送事情改善を図った。戦災国電の復旧車両導入による輸送事情改善という手法そのものは、西武に限らず複数の事業者において行われたことではあるものの、戦災国電の復旧車両のみによって輸送事情改善を図った事業者は、大手私鉄においては西武一社のみであった。
総計45両が導入された戦災国電の復旧車両のうち、種車の車体長が17 m級であった39両については制御電動車モハ311形・制御車クハ1311形すなわち311系に区分され、復興社所沢車両工場のほか、復興社保谷車両工場・大野組（上石神井車庫における出張工事）・関東車輌電気・日本電修・小糸車輌の各工場・事業者において復旧工事を施工した上で、1946年（昭和21年）から1952年（昭和27年）にかけて順次導入された。その他、前述ロクサン形割り当て辞退の代替措置として国鉄より借入したモハ50形2両を後に正式に譲り受けてモハ311形へ編入したほか、1949年（昭和24年）から1953年（昭和28年）にかけて、国鉄払い下げの木造車の台枠を流用して、前述戦災復旧車グループのうち、モハ50形およびクハ65形を種車とする車両とほぼ同一の車体を復興社所沢車両工場において新製した車両が18両増備された。
計57両が導入された311系は戦後混乱期における西武の車両事情改善に寄与したほか、311系の導入と同時に国鉄制式の主要機器を大量に導入したことが後年の西武において国鉄制式機器が長らく標準仕様となる契機となった。また車体幅2,800 mmの311系導入に伴って、車体最大幅の上限を2,744 mmと規定した地方鉄道法に則る車体幅2,700 mmを従来の標準仕様とした自社線内の車体限界拡幅工事を行った結果、後年の輸送力増強に際して地上設備に大きく手を加えることなく大型車導入を可能としたことなど、311系の導入は戦後の西武において多大な影響を及ぼすこととなった。
さらに1959年（昭和34年）以降、国鉄において廃車となったクモハ11形400番台の払い下げを受け、371系（モハ371形）として導入した。同系列が導入された当時は451系電車など新型車両の増備が進行中であったものの、経済成長に伴う爆発的な利用者増加に対応するため中古車両の増備を必要とし、既に導入実績のある旧モハ50形の後身であるクモハ11形400番台の導入に至った。当初は20両の導入を予定したが、払い下げに際して状態の良い車両を選定した結果、増備計画が大幅に遅延し、最終的に13両の導入に留まった。
後年の新型車両導入に伴って、311系は1973年（昭和48年）までに、371系は1975年（昭和50年）までに、それぞれ大半の車両が廃車となったが、鋼体化車グループのうちクハ1311形1313・1314、および371系を種車とするクハ1311形1336、計3両については運転台を撤去の上で付随車サハ1311形1313・1314・1336と改称され、351系電車の中間付随車として1990年（平成2年）まで運用された。

## 車体
いずれも半鋼製の17 m級3扉構造車体および車内ロングシート仕様で統一されているが、種車の相違によって外観は大きく異なる。
311系復旧車グループは、前述モハ50形・クハ65形のほか、モハ30形電車・モハ31形電車およびモハ62形電車の各形式を種車とする。前述の通り、概ね種車となった車両の原形に忠実に復旧されており、モハ50形・クハ65形のうち、1939年（昭和14年）度から1941年（昭和16年）度にかけて新製された鋼板屋根・雨樋上部設置（張り上げ屋根）仕様の車両についても原形通りに復旧された。一方、モハ30形を種車とする車両については復旧に際して全車とも原形のダブルルーフ仕様からシングルルーフ仕様に改められたほか、モハ62形62001を種車とするモハ311形319については種車の台枠のみを流用し、原形の2扉車体とは全く異なる、後述する鋼体化車グループと同一のモハ50形・クハ65形仕様の3扉車体を新製した。通風器（ベンチレーター）は全車ともガーランド形を採用し、屋根上に一列配置で搭載した。
初期に落成した車両については、本来車体幕板部に設置される雨樋の省略および内装仕上げの簡略化など、一部の造作が簡略化されていたが、後期に落成した車両については各部の仕上げ品質が改善され、初期に落成した車両についても定期検査入場に際して順次改良工事が実施された。
311系鋼体化車グループは、車体の仕様は概ね前述復旧車グループのうち元モハ50形・クハ65形の木造屋根仕様の車両に準じているが、前面貫通扉部の形状が一部異なるほか、貫通路渡り板受け金具が落成当初より省略されるなど、細部には相違点を有した。
車体塗装は所属線区によって異なり、池袋線系統（旧武蔵野鉄道）に配属された車両は茶褐色1色塗りとされたのに対し、新宿線系統（旧西武鉄道）に配属された車両は窓下補強帯（ウィンドウシル）下端部を境界として下半分をマルーン・上半分をイエローとした2色塗りとなった。これは旧武蔵野鉄道・旧西武鉄道それぞれの標準塗装を踏襲したことによるもので、後年下半分をマルーン・上半分をイエローとした2色塗りが現西武鉄道における標準塗装とされたことに伴って全車統一され、さらに1960年代以降ディープラズベリーとトニーベージュの2色塗り、いわゆる「赤電塗装」に塗装変更された。
いずれのグループも1956年（昭和31年）以降、車内照明の蛍光灯化・車内放送装置および車内送風機（ファンデリア）の新設・木製客用扉の鋼製プレス扉化など、旅客サービスおよび体質改善工事が順次施工された。側窓のアルミサッシ化については鋼体化車グループおよび復旧車グループのうちモハ50形・クハ65形を種車とする車両にのみ施工され、モハ30形・モハ31形を種車とする車両は施工対象外とされた。
371系については、車体塗装を西武仕様に改め、運行番号表示窓を埋込撤去した程度の軽微な改造を施工したのみで導入され、後に全車とも311系同様に側窓のアルミサッシ化が施工された。同系列は国鉄在籍当時の修繕工事に際してベンチレーターをクローブ形に換装された車両が大半を占め、ガーランド形ベンチレーターを装備する311系との識別点となった。

## 主要機器
311系・371系とも鉄道省制式の機器で統一されている。ただし、311系の復旧車グループについては種車が被災以前から搭載したものであるとは限らず、モハ311形の一部に装着されたTR25台車およびMT30主電動機といった、本来種車以外の国鉄他形式が標準装備する機種を搭載して落成した車両も存在する。

### 制御装置
電空カム軸式制御器CS1（メーカー形式RPC-101・芝浦製作所製）もしくはCS5を、モハ311形・モハ371形に搭載する。いずれもゼネラル・エレクトリック (GE) 社製Mコントロールの系譜に属する自動進段式制御器であり、制御段数は直列5段・並列4段、弱め界磁制御は行わない。

### 主電動機
モハ311形については、主にMT7・MT10・MT15（端子電圧675 V時 定格出力100 kW・定格回転数653 rpm、以下「100 kW級の主電動機」と記す）が採用されたほか、一部MT30（端子電圧675 V時 定格出力128 kW、定格回転数780 rpm）を搭載した車両も存在した。後者については西武における戦後初の新規設計による新形式車両501系電車（初代）の新製に際して、手持ちの主要機器から最も優秀な製品を装着する方針から同系列へ転用され、モハ311形は全車とも100 kW級の主電動機で統一された。さらに後年、MT7・MT10・MT15など100 kW級の主電動機についても451系の新製に際して供出することとなり、最終的にはMT4（GE社製GE-244A・端子電圧675 V時 定格出力85 kW）に全車とも換装された。
モハ371形については、国鉄在籍当時からの装備品である100 kW級の主電動機を終始搭載した。
いずれの主電動機も電動車1両当たり4基搭載され、歯車比はMT7・MT10・MT15搭載車が2.52 (63:25)、MT4搭載車が3.42 (65:19) で、駆動方式は吊り掛け式である。

### 台車
モハ311形は側枠を球山形鋼製とした釣り合い梁式台車TR14 (DT10) のほか、形鋼組立式の釣り合い梁式台車TR22 (DT11)、ペンシルバニア形軸ばね式台車TR25 (DT12) の各台車を装着したが、前述501系（初代）の新製に際してTR22・TR23台車を供出し、全車ともTR14で統一された。モハ371形については国鉄在籍当時と同様に全車TR14台車を装着した。
クハ1311形についてはTR10もしくはTR11の両台車が混用された。いずれもTR14台車と同様、側枠を球山形鋼製とした釣り合い梁式台車である。またクハ1311形のうち、モハ30形を種車とする車両の一部は、西武のストック品であった汽車製造BW-A弓形釣り合い梁式台車を装着した。

### 制動装置
いずれも元空気溜管式の自動空気ブレーキを採用するが、M三動弁を採用するAMMブレーキ仕様車とA動作弁を採用するAMAブレーキ仕様車が混在した。後年長大編成での運行が常態化したことから、制動動作時の応答性向上を目的として電磁給排弁を追加し、AMMEもしくはAMAE電磁自動空気ブレーキに全車とも改良された。

## グループ別詳細
前述の通り、311系は復旧車グループと鋼体化車グループに大別されるが、増備の中途から導入後にかけて複雑な改番が複数回実施され、また復旧車グループのうちモハ30形・モハ31形を種車とする車両の一部については別形式に区分されるなど、非常に複雑な経緯を辿った車両が多数存在する。以下、落成後の動向について種車別に詳述する。

### モハ30形を種車とする車両
モハ30046・30033・30037・30167の4両を種車とし、クハ1311形1322・1323・1325・1326（いずれも初代）として1949年（昭和24年）に落成した。モハ30167が事故被災車であったほかは、いずれも戦災によって車体を焼失したいわゆる「焼け電」であった。復旧に際しては、前述の通り屋根を原形のダブルルーフ構造からシングルルーフ構造に改めたほかはほぼ原形を保ち、外板部分のリベットが目立つ古典的な外観を呈した。落成当初は工作の簡易化目的で雨樋が省略され、内装仕上げも簡略化されていたが、1956年（昭和31年）以降の定期検査入場に際して再整備が実施され、内装仕上げの改善のほか、雨樋を車体幕板部全周にわたって新設した。前面の雨樋形状はモハ50形・クハ65形と同様に緩い弧を描く形状が採用された。
三度にわたる改番を経て、本グループはクハ1331 - 1334を称したのち、1954年（昭和29年）7月から同年9月にかけて全車とも間接非自動制御（HL制御）化の上で旧武蔵野鉄道より継承した従来車の制御車へ転用され、クハ1301形1301 - 1304（形式・車番とも初代）と改称・改番された。さらにクハ1302・1304については1957年（昭和32年）6月にHL制御仕様のまま電動車化改造を施工しモハ251形（2代）252・254と改称・改番され、クハ1301・1303についても同時期にクハ1251形（2代）1251・1253と改称・改番されたが、モハ252・254は1959年（昭和34年）9月に電装解除され、クハ1251・1253ともども原番号であるクハ1301形1301 - 1304（2代）を再び称した。
モハ30形グループ 改番一覧
| 形式       | 竣功時車番   | 竣功年月 | 旧番      | 担当工場     | 改番                                                                   | 最終車番      |
| ---------- | ------------ | -------- | --------- | ------------ | ---------------------------------------------------------------------- | ------------- |
| クハ1311形 | クハ1322 (I) | 1949年   | モハ30046 | 所沢車両工場 | クハ1326 (II) → クハ1322 (II) → クハ1332 → クハ1302 (I) → モハ252 (II) | クハ1302 (II) |
| クハ1311形 | クハ1323 (I) | 1949年   | モハ30033 | 所沢車両工場 | クハ1327 (I) → クハ1323 (II) → クハ1333 → クハ1303 (I) → クハ1251 (II) | クハ1303 (II) |
| クハ1311形 | クハ1325 (I) | 1949年   | モハ30037 | 所沢車両工場 | クハ1329 (I) → クハ1325 (II) → クハ1331 → クハ1301 (I) → クハ1253 (II) | クハ1301 (II) |
| クハ1311形 | クハ1326 (I) | 1949年   | モハ30167 | 所沢車両工場 | クハ1328 (I) → クハ1324 (II) → クハ1334 → クハ1304 (I) → モハ254 (II)  | クハ1304 (II) |

### モハ31形を種車とする車両
計13両が導入されたモハ31形を種車とするグループは、後にモハ332（2代）となったクハ1330（初代）を除いて全車とも電動車として落成し、複数回に及ぶ改番を経て最終的にモハ311形331 - 343（モハ331・332・336・342は2代）に再編された。モハ31081が事故被災車であったほかは、全車ともいわゆる「焼け電」の復旧車両である。また、モハ336・341（モハ336は2代、落成当初の車番はモハ332・331初代）の種車となったモハ31032・31044は、当初茨城交通が購入して復旧工事のため関東車輌電気に搬入後、諸事情から導入計画が立ち消えとなったことに伴って転売されたものを西武が購入したものであった。
復旧に際しては、初期に落成した車両については雨樋を省略し内装も天井部の内張りが省略されるなど粗末な仕上がりで出場したが、後期に落成した車両については車体幕板部全周にわたって雨樋を装備し内装など各部の仕上げ品質も大幅に改善され、前期落成車についても1956年（昭和31年）以降の定期検査入場に際して改良工事を実施し後期落成車と仕様が統一された。前面雨樋については前述モハ30形グループと同様にモハ50形・クハ65形のそれに準じた形状が採用され、これは後年国鉄においてモハ31形の修繕工事を施工した際にもいわば逆輸入の形で踏襲された点が特筆される。
モハ341 - 343については電動車比率調整のため、1956年（昭和31年）9月と1960年（昭和35年）6月の二度にわたって電装解除され、クハ1305 - 1307と改称・改番の上でクハ1301形へ編入された。また、本グループは落成当初全車とも定格出力128 kWのMT30主電動機を搭載したが、前述の通り501系（初代）の新製に際して同主電動機を供出し、他グループと同様に100 kW級の主電動機へ振り替えられた。
モハ31形グループ 改番一覧
| 形式       | 竣功時車番   | 竣功年月   | 旧番      | 担当工場     | 改番                                         | 最終車番       |
| ---------- | ------------ | ---------- | --------- | ------------ | -------------------------------------------- | -------------- |
| モハ311形  | モハ321 (I)  | 1949年8月  | モハ31041 | 所沢車両工場 | モハ325 (I) → モハ321 (II) → モハ331 (II)    | クモハ331 (II) |
| モハ311形  | モハ322 (I)  | 1949年8月  | モハ31080 | 所沢車両工場 | モハ324 (II) → モハ334                       | クモハ334      |
| モハ311形  | モハ323 (I)  | 1949年8月  | モハ31077 | 所沢車両工場 | モハ333                                      | クモハ333      |
| モハ311形  | モハ324 (I)  | 1949年8月  | モハ31038 | 所沢車両工場 | モハ326 (I) → モハ336 (I) → モハ342 (II)     | クハ1306       |
| モハ311形  | モハ327 (I)  | 1949年8月  | モハ31019 | 所沢車両工場 | モハ325 (II) → モハ335 → クモハ335           | クモニ3        |
| モハ311形  | モハ327 (II) | 1949年11月 | モハ31071 | 所沢車両工場 | モハ337                                      | クモハ337      |
| モハ311形  | モハ328 (I)  | 1949年11月 | モハ31062 | 所沢車両工場 | モハ338 → クモハ338                          | クモニ4        |
| モハ311形  | モハ329 (I)  | 1950年3月  | モハ31027 | 小糸車輌     | モハ339                                      | クモハ339      |
| モハ311形  | モハ330 (I)  | 1950年3月  | モハ31025 | 小糸車輌     | モハ340                                      | クモハ340      |
| モハ311形  | モハ331 (I)  | 1951年11月 | モハ31032 | 関東車輌電気 | モハ341 → クハ1307                           | クハ1308       |
| モハ311形  | モハ332 (I)  | 1951年11月 | モハ31044 | 関東車輌電気 | モハ342 (I) → モハ336 (II)                   | クモハ336 (II) |
| モハ311形  | モハ343      | 1953年4月  | モハ31081 | 所沢車両工場 | クハ1305                                     | クハ1305       |
| クハ1311形 | クハ1330 (I) | 1949年8月  | モハ31019 | 所沢車両工場 | クハ1326 (III) → クハ1336 (I) → モハ332 (II) | クモハ332 (II) |

- 制御電動車は車両記号「モハ」を1964年（昭和39年）1月31日付で全車一斉に「クモハ」へ変更[34]。

### モハ50形・クハ65形を種車とする車両
モハ50形8両・クハ65形10両を種車とし、さらに前述モハ63形割り当て辞退の代替措置として国鉄より払い下げを受けたモハ50012・50118を加えた計20両が本グループを構成する。本グループに属するモハ320の種車であるモハ50形50081は、前述モハ31形31032・31044と同様の経緯で茨城交通より購入した車両であり、またモハ322（2代）の名義上の種車はモハ31形31088となっているが、復旧後の形態はモハ50形としての特徴を備えることから、本グループに内包して扱うこととする。
落成当初、旧モハ50形は制御電動車モハ311形として、旧クハ65形は制御車クハ1311形としてそれぞれ竣功し、奇数向き車両でありながら車番末尾が偶数であったモハ312（初代）、および偶数向き車両でありながら車番末尾が奇数であったクハ1311（初代）については、落成後間もなくモハ313（初代）およびクハ1312（初代）と改番された。また、クハ1311形1311 - 1314・1316・1317（クハ1311は2代、他は全車初代）の6両については後年電動車化改造が施工されてモハ311形へ編入、最終的にモハ311形311・312・315 - 318・320 - 330（モハ311・317・323・325・326・330は2代、モハ312・322・324・328・329は3代、モハ321・327は4代）の17両およびクハ1311形1315・1318 - 1320（クハ1318は2代）の4両にそれぞれ再編された。
復旧に際しては、種車が落成時期によって運転室の構造が片隅式もしくは全幅式と仕様が異なっていたものを、全車とも片隅式運転室仕様で統一した。初期に落成した車両については、前述モハ31形グループ同様に雨樋を省略し内装も天井部の内張りが省略されるなど粗末な仕上がりで出場したが、後期に落成した車両については雨樋を新設し内装など各部の仕上げ品質も大幅に改善され、前期落成車についても前述各グループと同様に改良工事を実施し後期落成車と仕様が統一された。またモハ311形320 - 324・327 - 330の9両は張り上げ屋根仕様車であり、雨樋整備に際しては国鉄在籍当時の原形通り上部に設置された。
モハ50形・クハ65形グループ 改番一覧
| 形式       | 竣功時車番    | 竣功年月   | 旧番                 | 担当工場     | 改番                        | 最終車番        |
| ---------- | ------------- | ---------- | -------------------- | ------------ | --------------------------- | --------------- |
| モハ311形  | モハ311 (I)   | 1948年10月 | モハ50085            | 大野組       | モハ321 (IV)                | クモハ321 (IV)  |
| モハ311形  | モハ312 (I)   | 1948年10月 | モハ50079            | 大野組       | モハ313 (I) → モハ327 (IV)  | クモハ327 (IV)  |
| モハ311形  | モハ312 (II)  | 1949年8月  | モハ50084            | 大野組       | モハ322 (III)               | クモハ322 (III) |
| モハ311形  | モハ314 (I)   | 1949年8月  | モハ50058            | 大野組       | モハ328 (III)               | クモハ328 (III) |
| モハ311形  | モハ315       | 1949年8月  | モハ50125            | 大野組       |                             | クモハ315       |
| モハ311形  | モハ316       | 1949年8月  | モハ50046            | 大野組       |                             | クモハ316       |
| モハ311形  | モハ317 (I)   | 1950年8月  | モハ50118            | 国鉄大宮工場 | モハ329 (III)               | クモハ329 (III) |
| モハ311形  | モハ318       | 1950年8月  | モハ50012            | 国鉄大宮工場 |                             | クモハ318       |
| モハ311形  | モハ320       | 1951年11月 | モハ50082            | 関東車輌電気 |                             | クモハ320       |
| モハ311形  | モハ321 (III) | 1952年7月  | モハ50形（車番不詳） | 所沢車両工場 | モハ311 (II)                | クモハ311 (II)  |
| モハ311形  | モハ322 (II)  | 1952年7月  | モハ31088            | 所沢車両工場 | モハ312 (II)                | クモハ312 (II)  |
| クハ1311形 | クハ1311 (I)  | 1948年10月 | クハ65060            | 大野組       | クハ1312 (I) → モハ330 (II) | クモハ330 (II)  |
| クハ1311形 | クハ1311 (II) | 1949年8月  | クハ65087            | 大野組       | モハ323 (II)                | クモハ323 (II)  |
| クハ1311形 | クハ1313 (I)  | 1949年8月  | クハ65039            | 大野組       | モハ325 (II)                | クモハ325 (II)  |
| クハ1311形 | クハ1314 (I)  | 1948年10月 | クハ65082            | 大野組       | モハ324 (III)               | クモハ324 (III) |
| クハ1311形 | クハ1315      | 1949年8月  | クハ65023            | 大野組       |                             | クハ1315        |
| クハ1311形 | クハ1317 (I)  | 1949年8月  | クハ65193            | 大野組       | モハ329 (II) → モハ317 (II) | クモハ317 (II)  |
| クハ1311形 | クハ1318 (I)  | 1949年     | クハ65032            | 日本電修     | クハ1316 (I) → モハ326 (II) | クモハ326 (II)  |
| クハ1311形 | クハ1318 (II) | 1949年     | クハ65032            | 日本電修     |                             | クハ1318 (II)   |
| クハ1311形 | クハ1319      | 1949年11月 | クハ65003            | 所沢車両工場 |                             | クハ1319        |
| クハ1311形 | クハ1320      | 1949年11月 | クハ65137            | 所沢車両工場 |                             | クハ1320        |

- モハ317（初代）およびモハ318は非被災車両[33]。国鉄大宮工場において整備を実施した上で1945年（昭和20年）借入、1950年（昭和25年）8月正式譲渡[33]。
- 制御電動車は車両記号「モハ」を1964年（昭和39年）1月31日付で全車一斉に「クモハ」へ変更[34]。

### 鋼体化車グループ
国鉄より払い下げを受けた木造車の台枠を流用して車体を新製した18両が本グループを構成する。本グループはサハ25形電車を主な種車とするが、国鉄から払い下げられた後に直接鋼体化改造の対象となった車両と、一旦木造車体のままクハ1221形・クハ1271形・サハ2000形電車として導入され、西武において旅客用車両として運用された後に鋼体化改造の対象となった車両に大別される。またモハ62形62001を種車とするモハ319は、前述の通り種車の台枠のみを流用して本グループと同一の車体を新製し復旧された。
本グループは大半が制御車クハ1311形として落成したが、前述モハ319のほか、モハ327・328（モハ328は2代、モハ327は3代）の2両が制御電動車モハ311形として落成し、最終的にモハ311形313・314・319（313・314は2代）の3両およびクハ1311形1311 - 1314・1316・1317・1321 - 1330（クハ1312 - 1314・1316 - 1318・1324・1327 - 1330は2代、クハ1311・1322・1323・1325は3代、クハ1326は4代）の19両に再編された。
車体新製・鋼体化車グループ 改番一覧
| 形式       | 竣功時車番     | 竣功年月   | 旧番         | 担当工場     | 改番         | 最終車番       |
| ---------- | -------------- | ---------- | ------------ | ------------ | ------------ | -------------- |
| モハ311形  | モハ319        | 1952年10月 | モハ62001    | 保谷車両工場 |              | クモハ319      |
| モハ311形  | モハ327 (III)  | 1953年4月  | サハ25028    | 所沢車両工場 | モハ313 (II) | クモハ313 (II) |
| モハ311形  | モハ328 (II)   | 1954年1月  | モハ10158    | 所沢車両工場 | モハ314 (II) | クモハ314 (II) |
| クハ1311形 | クハ1311 (III) | 1953年4月  | （クハ1278） | 所沢車両工場 |              | クハ1311 (III) |
| クハ1311形 | クハ1312 (II)  | 1953年6月  | サハ25146    | 所沢車両工場 |              | クハ1312 (II)  |
| クハ1311形 | クハ1313 (II)  | 1953年7月  | サハ25147    | 所沢車両工場 |              | サハ1313 (II)  |
| クハ1311形 | クハ1314 (II)  | 1953年4月  | サハ25036    | 所沢車両工場 |              | サハ1314 (II)  |
| クハ1311形 | クハ1316 (II)  | 1953年11月 | （クハ1274） | 所沢車両工場 |              | クハ1316 (II)  |
| クハ1311形 | クハ1317 (II)  | 1953年11月 | サハ25154    | 所沢車両工場 |              | クハ1317 (II)  |
| クハ1311形 | クハ1321       | 1953年4月  | （サハ2008） | 所沢車両工場 |              | クハ1321       |
| クハ1311形 | クハ1322 (III) | 1953年4月  | （クハ1277） | 所沢車両工場 |              | クハ1322 (III) |
| クハ1311形 | クハ1323 (III) | 1953年4月  | （サハ2003） | 所沢車両工場 |              | クハ1323 (III) |
| クハ1311形 | クハ1324 (II)  | 1953年4月  | （サハ2006） | 所沢車両工場 |              | クハ1324 (II)  |
| クハ1311形 | クハ1325 (III) | 1953年4月  | （サハ2005） | 所沢車両工場 |              | クハ1325 (III) |
| クハ1311形 | クハ1326 (IV)  | 1953年4月  | サハ25159    | 所沢車両工場 |              | クハ1326 (IV)  |
| クハ1311形 | クハ1327 (II)  | 1953年4月  | （クハ1229） | 所沢車両工場 |              | クハ1327 (II)  |
| クハ1311形 | クハ1328 (II)  | 1953年4月  | サハ25138    | 所沢車両工場 |              | クハ1328 (II)  |
| クハ1311形 | クハ1329 (II)  | 1953年4月  | サハ25158    | 所沢車両工場 |              | クハ1329 (II)  |
| クハ1311形 | クハ1330 (II)  | 1953年6月  | サハ25141    | 所沢車両工場 |              | クハ1330 (II)  |

- 種車欄カッコ付車番は西武クハ1221形・クハ1271形・サハ2000形を示す。
- 制御電動車は車両記号「モハ」を1964年（昭和39年）1月31日付で全車一斉に「クモハ」へ変更[34]。

### 371系
国鉄において廃車となったクモハ11形400番台の払い下げを受け、導入したグループである。西武においてはいずれも制御電動車モハ371形として竣功したが、モハ371 - 380の10両が出揃った時点で、竣功当初より制御車代用として運用されていたモハ372・374・375・378・379（いずれも初代）を1961年（昭和36年）1月から同年5月にかけて正式に電装解除してクハ1311形の30番台以降へ編入し、同5両はクハ1332・1334・1331・1336・1333（いずれも2代）と改称・改番された。その後モハ381・382の2両が増備されたが、上記制御車化に伴って生じた欠番を埋める改番が1964年（昭和39年）12月に実施され、クモハ376（初代）・380・381・382がクモハ374・372・375・376（いずれも2代）と改番されたほか、最終増備車はクモハ379（2代）を称した。この結果、本グループはクモハ371形371 - 377・379の8両およびクハ1311形1331 - 1334・1336の5両に再編された。
導入に際しては車体外観・主要機器とも大きく手を加えられなかったことから、運転室の構造・屋根部の構造・ベンチレーターの種類および搭載数・妻面雨樋縦管形状など、各車の形態には大小の相違点が存在した。また、クモハ372（2代）およびクハ1333（2代）はいずれも鋼板屋根仕様で、クハ1333（2代）については本グループ唯一の張り上げ屋根仕様車であった。
なお、371系は西武への払い下げに際して全車とも譲渡扱いではなく新製扱いで入籍しており、名義上1959年（昭和34年）から1965年（昭和40年）にかけて西武所沢車両工場において新製されたという扱いが取られている。
371系 改番一覧
| 形式      | 竣功時車番     | 竣功年月   | 旧番                      | 電装解除  | 最終車番                      | 運転台 | ベンチレーター |
| --------- | -------------- | ---------- | ------------------------- | --------- | ----------------------------- | ------ | -------------- |
| モハ371形 | モハ371        | 1959年9月  | クモハ11421 （モハ50017） |           | クモハ371                     | 片隅式 | グローブ形     |
| モハ371形 | モハ372 (I)    | 1960年3月  | クモハ11439 （モハ50043） | 1961年1月 | クハ1332 (II)                 | 全幅式 | グローブ形     |
| モハ371形 | モハ373        | 1960年3月  | クモハ11411 （モハ50007） |           | クモハ373                     | 片隅式 | ガーランド形   |
| モハ371形 | モハ374 (I)    | 1960年9月  | クモハ11430 （モハ50026） | 1961年1月 | クハ1334 (II)                 | 全幅式 | ガーランド形   |
| モハ371形 | モハ375 (I)    | 1960年7月  | クモハ11493 （モハ50113） | 1961年4月 | クハ1331 (II)                 | 全幅式 | グローブ形     |
| モハ371形 | モハ376 (I)    | 1960年9月  | クモハ11424 （モハ50020） |           | クモハ374 (II)                | 全幅式 | グローブ形     |
| モハ371形 | モハ377        | 1960年7月  | クモハ11423 （モハ50019） |           | クモハ377                     | 全幅式 | グローブ形     |
| モハ371形 | モハ378        | 1960年9月  | クモハ11446 （モハ50054） | 1961年5月 | クハ1336 (II) → サハ1336 (II) | 全幅式 | グローブ形     |
| モハ371形 | モハ379 (I)    | 1960年9月  | クモハ11465 （モハ50077） | 1961年5月 | クハ1333 (II)                 | 全幅式 | ガーランド形   |
| モハ371形 | モハ380        | 1960年9月  | クモハ11458 （モハ50072） |           | クモハ372 (II)                | 全幅式 | グローブ形     |
| モハ371形 | モハ381        | 1961年4月  | クモハ11435 （モハ50039） |           | クモハ375 (II)                | 全幅式 | グローブ形     |
| モハ371形 | モハ382        | 1962年10月 | クモハ11477 （モハ50095） |           | クモハ376 (II)                | 全幅式 | グローブ形     |
| モハ371形 | クモハ379 (II) | 1965年2月  | クモハ11407 （モハ50004） |           | クモハ379 (II)                | 片隅式 | グローブ形     |

- 制御電動車は車両記号「モハ」を1964年（昭和39年）1月31日付で全車一斉に「クモハ」へ変更[34]。

## 運用
311系・371系は前述した非常に複雑な改番を経て、最終的にはクモハ311形311 - 340（世代表記省略、以下同）・クモハ371形371 - 379（クモハ378欠）・クハ1311形1311 - 1330およびクハ1331 - 1336（クハ1335欠）・クハ1301形1301 - 1307の計70両に再編された。311系については、クモハ311 - 320およびクハ1311形全車（クモハ371形より編入の30番台を除く）がモハ50形木造屋根仕様、クモハ321 - 330が同鋼板屋根仕様（クモハ325・326を除く全車張り上げ屋根仕様）、クモハ331 - 340がモハ31形、クハ1301形がモハ30形およびモハ31形にそれぞれ形態分類される。
西武における戦後の輸送事情改善に貢献した両系列は、後年の20 m級車体の新型車両の増備に伴って、その多くが池袋線・新宿線の両系統における幹線系統の運用から支線系統の運用へ転用された。また311系は過半数の車両が戦災復旧車両であったため、それらの車両については各部の老朽化の進行が著しく、1967年（昭和42年）3月4日付でクモハ311・326およびクハ1312・1325が除籍されたことを皮切りに淘汰が開始された。淘汰は状態の悪い戦災復旧車、特に経年の高いモハ30形およびモハ31形を種車とする車両から優先的に実施され、モハ30形を種車とする車両は1969年（昭和44年）に全廃となり、クハ1301形は同年で形式消滅した。
一方で、クモハ371形の一部については台車軸受のコロ軸受化が実施されたほか、1968年（昭和43年）にはクモハ311形313 - 315・322が主電動機を100 kW級の主電動機に換装し、クモハ313・314については同時に台車軸受のコロ軸受化が実施された。同4両は1970年（昭和45年）1月より多摩湖線のうち同線国分寺駅構内のホーム有効長の関係から17 m車の3両編成を限定運用せざるを得ない国分寺 - 萩山間の通称「多摩湖南線」区間の専用編成に転用され、3両編成化に伴って中間車として運用されることとなったクハ1313・1314が同年7月に運転台を撤去して付随車サハ1311形1313・1314と改称された。同2両は付随車化に際して運転室・運転台機器ならびに前照灯・後部標識灯を撤去したが、乗務員扉は締切扱いとしたのみで残され、車内の旧運転室スペースへの座席増設なども実施されなかった。
また、1967年（昭和42年）2月にクモハ311形338が、同年5月にはクモハ335が、荷物電車クモニ1形へ改造され、前者がクモニ4、後者がクモニ3とそれぞれ改称・改番された。荷電化改造に際しては旧来の連結面側妻面に運転台を増設して両運転台仕様となり、外板張替えによる車体修繕工事が実施されたことにより従来窓の上下に設置されたウィンドウシル・ヘッダーが廃止されノーシル・ノーヘッダー構造に変化したほか、既存の客用扉を拡幅して荷物用扉に転用し、窓配置はd(1)B2B2Bd（B：荷物用扉）となった。同2両は1977年（昭和52年）の小手荷物輸送全廃まで運用され、翌1978年（昭和53年）1月に廃車・解体された。
上記車両のように手を加えられて継続運用される車両が存在する一方、351系およびクハ1411形電車などの支線区への転用に伴って余剰廃車となる車両が続出し、クモハ311形については1972年（昭和47年）11月をもって前述クモハ313 - 315・322を含め全車が廃車となった。クモハ371形は、クモハ371・374 - 376が前述サハ1313・1314を組み込んで3両編成2本を組成し、「多摩湖南線」区間の専用編成として最後まで残存したが、同区間への351系転用に伴って1975年（昭和50年）7月に全車廃車となった。
クハ1311形についてはクモハ311形・クモハ371形と同時進行で廃車が発生する一方、351系の前述「多摩湖南線」区間への転用に伴って、371系グループに属するクハ1336が運転台を撤去の上で351系クモハ351形355・356の中間付随車に転用された。転用に際しては前述サハ1313・1314と同様の改造のほか、電動発電機 (MG) および電動空気圧縮機 (CP) といった補助機器を搭載しないクモハ351形の編成に組み込まれるに際して、MH77-DM43電動発電機（定格出力3 kW）およびMH16B-AK3電動空気圧縮機（通称「AK3」、定格吐出量990 L/min）を1両当たり2基ずつ搭載して竣功した。サハ1313・1314についてもクモハ351形351 - 354の中間付随車への転用に際して同様に補助機器が新設された。
同3両は1979年（昭和54年）にクモハ351形とともに各部の修繕工事が施工された。MGを交流仕様のMG-534-Mrb（定格出力12 kVA）1基仕様に変更して低圧電源を交流化し、締切扱いとされていた旧乗務員扉を完全撤去して側窓の増設および旧運転室部分に座席を新設したほか、従来塗装仕上げであった内装のアルミデコラ化による無塗装化・床面のロンリューム化など近代化改造が実施された。同改造によって外観上も完全に中間付随車となった同3両であるが、改造後の旧乗務員扉部分のみウィンドウシル・ヘッダーが途切れており、運転台部分の痕跡を残す形態となっていた。
その後は351系とともに「多摩湖南線」区間専用編成として運用され、多摩湖線国分寺駅の新ホーム完成に伴って20 m車の4両編成が入線可能となった1990年（平成2年）6月をもって用途を失い、同月30日付で3両とも除籍され、一連の車体長17 m級の戦前製国電をルーツとする各形式は形式消滅した。サハ1336は当時の西武における唯一の戦前製車両であり、同車の除籍をもって西武から戦前に新製された車両が消滅した。またサハ1313・1314については、301系クハ1301形1313・1314が新製された1983年（昭和58年）12月以降、車番の重複が生じていたが、サハ1313・1314の除籍に伴って解消した。

## 譲渡車両
前述の通り、311系はその多くが戦災国電の復旧車両であったことから西武における廃車当時の状態が非常に悪く、また311系・371系とも車体幅が地方鉄道法による規定を超過していたことから必然的に譲渡先が限定され、西武における除籍後はそのまま解体処分された車両が多数を占める。全70両中、クモハ311形5両・クモハ371形4両・クハ1311形3両の計12両が弘南鉄道・栗原電鉄（後のくりはら田園鉄道）・伊豆箱根鉄道・大井川鉄道・近江鉄道の各社に譲渡されたが、いずれも現存しない。また、両系列の解体発生品の一部については三岐鉄道および伊予鉄道へ売却されたほか、クハ1301形1301が廃車後車体のみ一畑電気鉄道（現・一畑電車）へ売却された。

### 弘南鉄道
クモハ311形328およびクハ1311形1319が1971年（昭和46年）2月に譲渡され、前者はモハ11形1122として、後者はクハ16形1612として導入された。同社モハ11形・クハ16形は国鉄クモハ11形・クハ16形を譲り受けて導入した形式であり、種車を同じくする西武から譲渡された2両も同形式へ統合された。
当初弘南線において運用されたのち、1980年（昭和55年）に大鰐線へ転属、その後ワンマン運転改造の対象から外れてイベント列車用途へ転用された。最晩年はほぼ稼動することなく1999年（平成11年）に除籍され、その後解体処分された。

### 栗原電鉄
クモハ371形376・375が1976年（昭和51年）12月に譲渡され、前者はM17形171として、後者は電装解除・制御車化の上でC17形171としてそれぞれ導入された。譲渡に際しては同社の路線が架線電圧750 V仕様であったことから西武所沢車両工場において降圧改造を実施した。
同2両はM171-C171の2両固定編成として導入され、ラッシュ時専用編成として運用されたが、後年の利用者減少に伴って用途を失い、1987年（昭和62年）5月に廃車となった。廃車後は若柳駅構内において倉庫代用として用いられたのち、解体処分された。

### 伊豆箱根鉄道
クハ1311形1312・1325の2両が1967年（昭和42年）3月・同年5月の二度にわたって譲渡された。前者はクハ80形81として、後者は伊豆箱根鉄道手持ちの機器で電動車化改造を実施しモハ50形51として、いずれも駿豆線へ導入された。さらに1972年（昭和47年）8月にはクモハ311形314・315の2両が譲渡され、モハ151形157・158として大雄山線へ導入された。当時の大雄山線は架線電圧600 V仕様であったことから、同2両も導入に際して降圧改造を実施したが、1976年（昭和51年）11月に実施された同路線の架線電圧1,500 V昇圧に伴って再度昇圧改造を施工した。
その後クハ81は運転台を撤去してサハ80形81と改称されたのち、編成相手であったモハ51とともに大雄山線へ転属、4両全車とも大雄山線へ集約されたが、モハ157・158は1981年（昭和56年）9月に廃車となり、モハ51・サハ81も同社5000系電車の導入に伴い1987年（昭和62年）に廃車となった。

### 大井川鉄道
1976年（昭和51年）12月にクモハ371形371・374の2両が譲渡され、前者は電装解除・制御車化の上でクハ511形511として、後者はモハ311形311として2両固定編成で導入された。当初は前述電装解除以外はほぼ原形のまま運用を開始し、後にワンマン運転対応改造を施工した程度で運用されたが、1988年（昭和63年）4月に側面中央の客用扉を埋込撤去して2扉構造化され、客用扉間の座席をクロスシート仕様に改装した。しかし同時期には老朽化が著しく進行し、他社からの譲渡車両の導入に伴って1998年（平成10年）12月に除籍され、解体処分された。

### 三岐鉄道
車両として譲渡されたものは存在しないが、同社モハ120形・クハ210形電車のうち、小田急電鉄から2100形電車を譲り受けて導入したグループに、311系・371系の解体発生品であるTR14A台車ならびにMT4主電動機が装着されたほか、同社モハ150形電車の新製に際しても311系・371系の主要機器が流用された。なお、両形式の改造および新製はいずれも西武所沢車両工場が担当した。

### 近江鉄道
クモハ311形311・326が1968年（昭和43年）3月に譲渡された。同2両は旅客用車両として運用する目的で譲渡されたものであったが、入線後車両限界の都合で運用が不可能であることが判明、主要機器を取り外した後車体は解体処分され、主要機器は同社モハ135形電車の導入に際して活用された。

### その他
旧日本住宅公団にクハ1311形1311号が約30万円（運搬・補修費込）で譲渡され、東村山市の久米川団地敷地内に設置。社会福祉協議会に無償貸与、住民が管理運営する形態により、1967年に「くめがわ電車図書館」として活用開始。この車体での運用は1992年まで続き、団地一帯の再開発に合わせて撤去解体された。その後、西武101系クハ1150が2代目車体として2001年に「電車図書館」の活用が再開、運用が続いている。